# Nowopetriwka (Berdjansk)
Nowopetriwka (ukrainisch Новопетрівка; russisch Новопетровка Nowopetrowka) ist ein Dorf an der Küste des Asowsche Meeres im Süden der ukrainischen Oblast Saporischschja mit etwa 2100 Einwohnern (2004).
Das aus einer 1770 errichteten Festung hervorgegangene Dorf liegt an der Mündung der 125 km langen Berda in das Asowsche Meer.
Nowopetriwka liegt 14 km nordöstlich vom Rajonzentrum Berdjansk. Die Stadt Mariupol liegt etwa 70 km nordöstlich und das Oblastzentrum Saporischschja etwa 200 km nordwestlich von Nowopetriwka.
Am 2. September 2016 wurde das Dorf ein Teil der neugegründeten Landgemeinde Ossypenko, bis dahin bildete es zusammen mit den Dörfern Kulykiwske (Куликівське) und Staropetriwka (Старопетрівка) die gleichnamige Landratsgemeinde Nowopetriwka (Новопетрівська сільська громада/Nowopetriwska silska rada) im Süden des Rajons Berdjansk.